# Spirostrophus ambonensis
Spirostrophus ambonensis är en mångfotingart. Spirostrophus ambonensis ingår i släktet Spirostrophus och familjen Trigoniulidae. Inga underarter finns listade i Catalogue of Life.